# Улица Сантьяго-де-Куба
Улица Сантья́го-де-Ку́ба — улица в жилом районе Шувалово-Озерки Выборгского административного района Санкт-Петербурга. Проходит от Северного проспекта до проспекта Луначарского между проспектами Культуры и Художников. Протяжённость — 715 м.

## История
15 июля 1974 года улице было присвоено название Больничный переулок, в связи с тем, что здесь было запроектировано строительство больничного комплекса. Современное же имя проезда дано 16 октября 1978 года в честь кубинского города — побратима Ленинграда. Жилищное строительство здесь проходило с 1978 по 1980 год.

## Здания и сооружения
Нечётная сторона:
- дом 1/28:

1. ГУ Издательство журнала «Проблемы медицинской микологии»
2. Консультативно-диагностическая клиника НИИ медицинской микологии им. П. Н. Кашкина
3. НИИ медицинской микологии им. П. Н. Кашкина СПб МАПО

- дом 7:

1. Ленинградское областное патологоанатомическое бюро
2. Морг областного бюро Судебно-медицинской экспертизы
3. Патологоанатомическое отделение госпиталя ГУВД СПб и Ленинградской области
4. Отделение судебно-медицинской экспертизы ЦМСЧ № 122 Федерального медико-биологического агентства РФ

Чётная сторона:
- дом 4/2 ГОУДО Дворец юношеского творчества Выборгского района

## Транспорт
- Метро: «Озерки» (1930 м), «Проспект Просвещения» (2030 м)
- Автобусы: № 143, 178, 270, 272, 275, 283
- Маршрутное такси: № 678
- Троллейбусы: № 4, 21
- Трамваи: № 9, 20, 55
- Ж/д платформа: Парнас (2240 м)

## Пересекает следующие улицы
С юга на север:
- Северный проспект
- Проспект Луначарского